# Masque Ijele
Le masque Ijele est un masque traditionnel Igbo, du Nigéria.

## Description
Le masque Ijele est une grande structure, de 4 à 6 mètres, constitué de plusieurs figures symboliques (hommes, animaux, personnages masqués). Il représente des scènes des mondes des hommes, des esprits et des animaux. Il est fait de couleurs vives et un grand python règne au centre. Les porteurs du masque Ijele, désignés par vote, suivent un régime particulier pour préparer la célébration. Ils sont réputés avoir le pouvoir d'attirer et de punir les malfaiteurs.  Cette tradition est originaire de l'État d'Anambra, au Nigéria.

## Patrimoine culturel immatériel de l'humanité
Le masque Ijele est inscrit depuis 2009 sur la liste représentative du patrimoine culturel immatériel de l'humanité par l'Unesco.